# Basílica de San Nicolás de Bari (Buenos Aires)
La Basílica de San Nicolás de Bari es un templo religioso de estilo Academicista francés ubicado en la ciudad de Buenos Aires, Argentina, en honor a San Nicolás de Bari. La capilla original fue construida en 1733, por iniciativa de Domingo de Acassuso (quien ya había mandado a construir la actual Catedral de San Isidro, ubicada en el partido homónimo, en la Provincia de Buenos Aires), en la esquina de lo que actualmente es Avenida Corrientes y Carlos Pellegrini. Fue reconstruida en 1767, hasta que fue demolida en 1931, debido al ensanche de la Av. Diagonal Norte. El 29 de noviembre de 1935 fue inaugurado el edificio actual (ubicado en Av. Santa Fe 1352) y dos años más tarde, en 1937, fue elevada a Basílica menor.
El 23 de agosto de 1812 se izó, en la vieja iglesia, por primera vez la bandera nacional en la ciudad de Buenos Aires, con motivo de un acto religioso.

## Fachada
El frente posee una estructura simétrica con dos torres laterales, en una de las cuales se encuentran las campanas originales de la antigua Iglesia, y con un frontis triangular, el cual posee figuras en relieve. Una de las campanas participó del llamado a la revolución de mayo, dicha campana es de 1807 y contiene simbología masónica. Las tres restantes son de 1935, cuando la iglesia ya estaba mudada.
A la izquierda de la entrada a la Iglesia, se ubica una capilla que alberga la imagen de la Virgen de los Desamparados, patrona de Valencia, la cual proviene de España y se encontraba en el antiguo templo.

## Interior
En el interior, que posee una nave central y dos laterales, sobresalen seis murales, los cuales tienen incrustaciones de venecitas, y también los bancos, que tienen vistosos apliques de bronce.
A la derecha del altar principal, en la Capilla del Santísimo Sacramento, se encuentra una imagen de San Héctor Valdivielso, el primer santo argentino. La Capilla de Nuestra Señora del Rosario de San Nicolás se ubica en un altar lateral.
Además se conservan del antiguo templo el retablo y la piedra bautismal donde fueron bautizados Mariano Moreno, Bartolomé Mitre y Manuel Dorrego.

## Galería de imágenes
- Wikimedia Commons alberga una categoría multimedia sobre Basílica de San Nicolás de Bari.

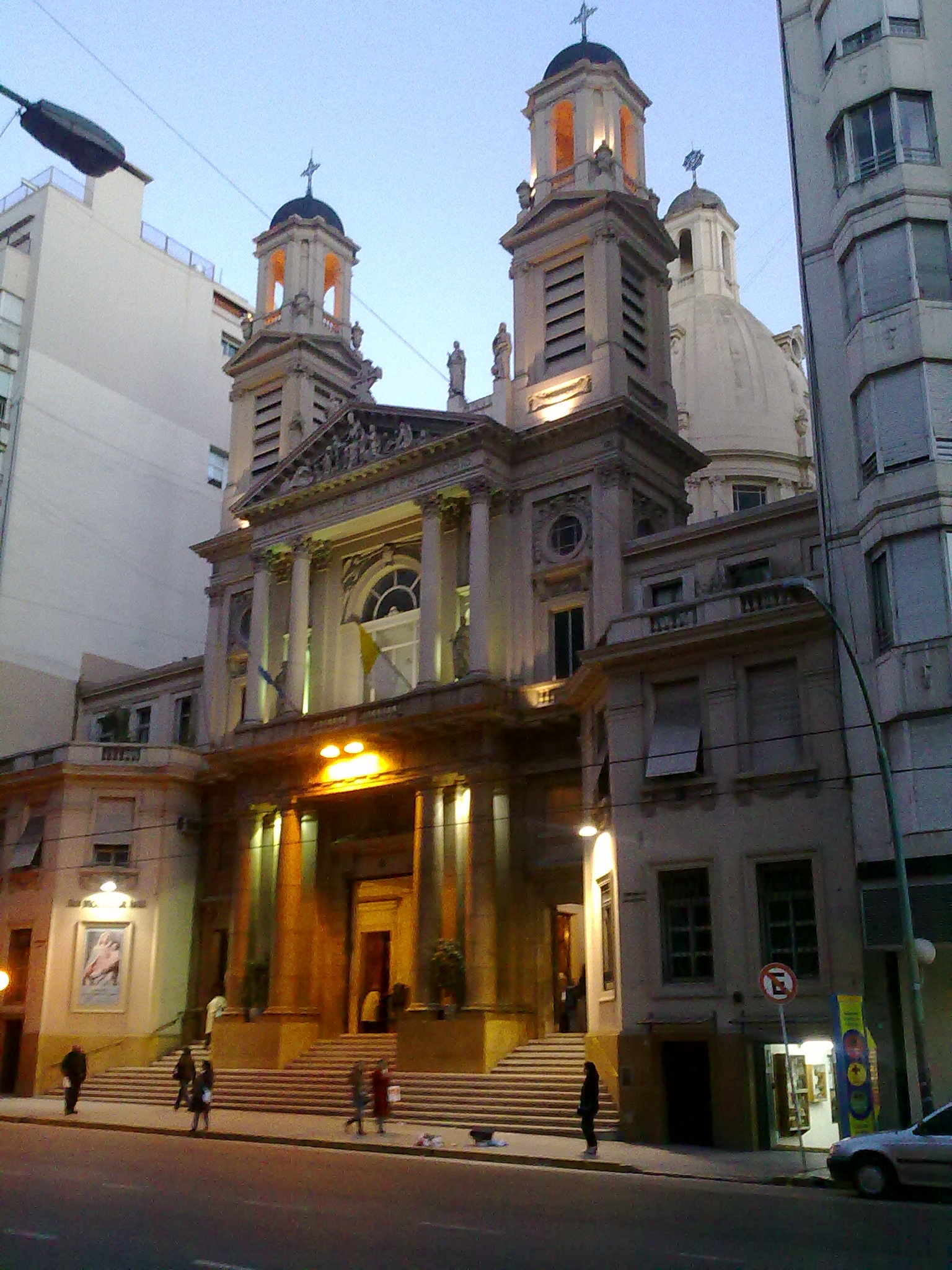
Fachada.
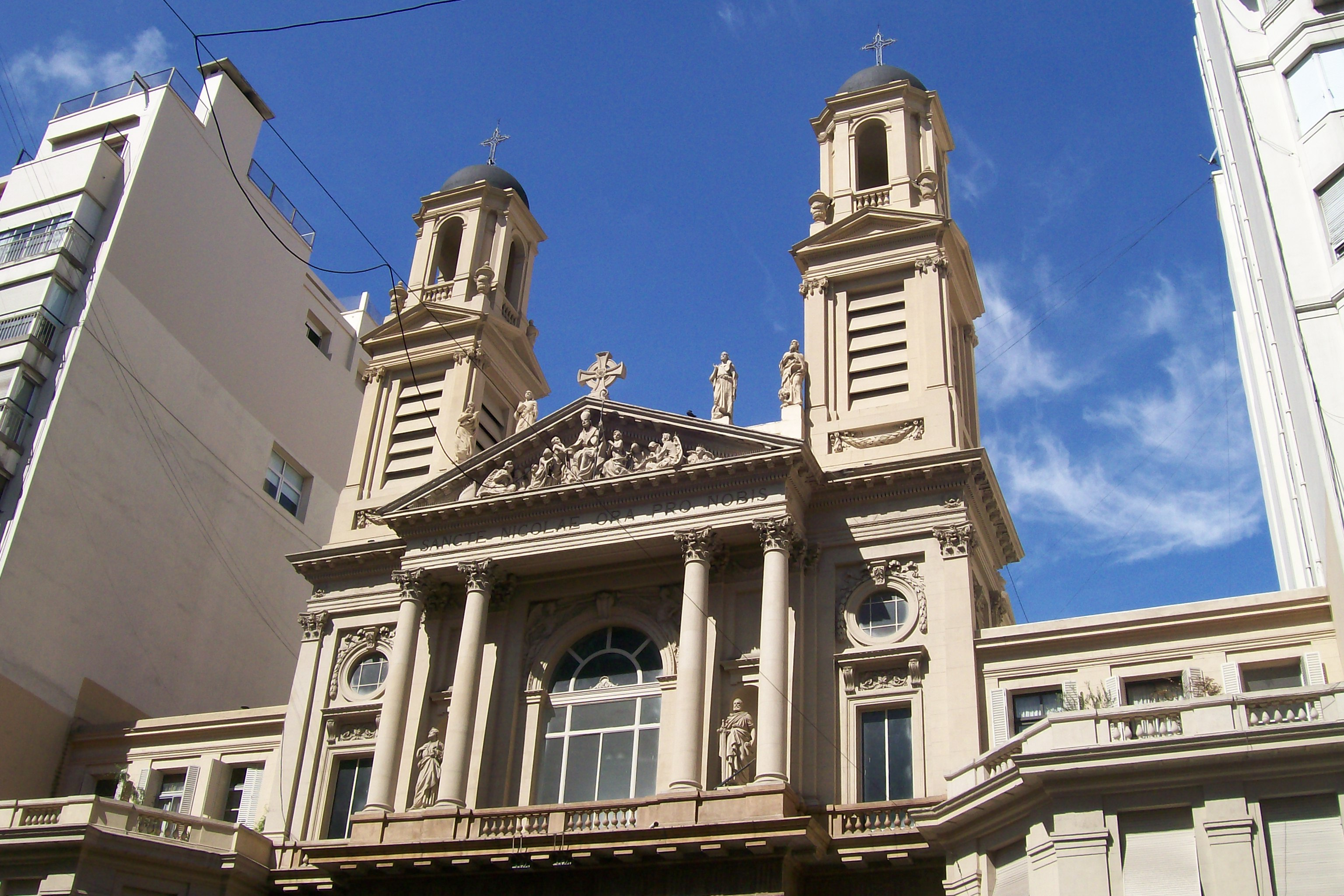
Detalle de la parte superior de la fachada.
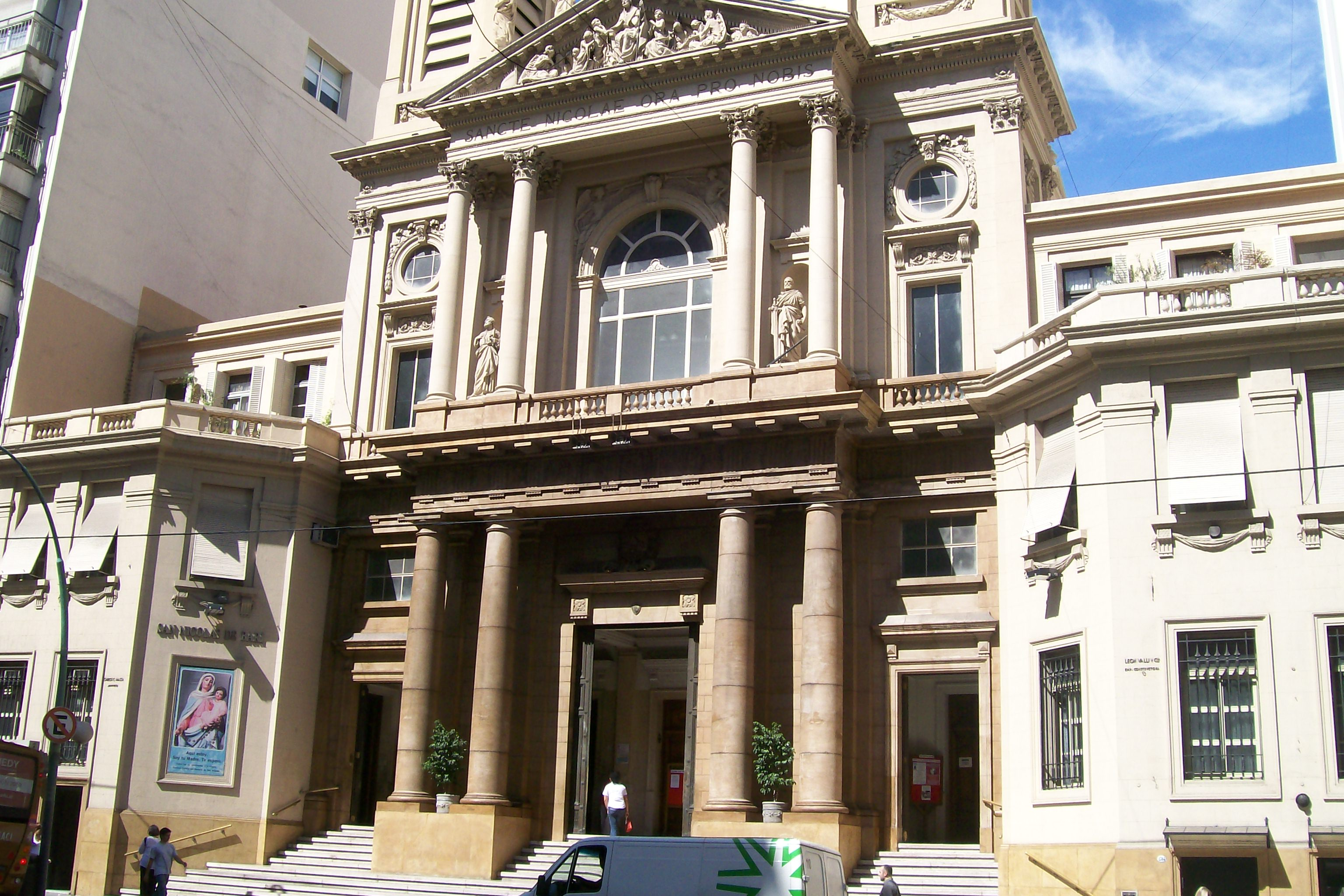
Detalle de la parte inferior de la fachada.
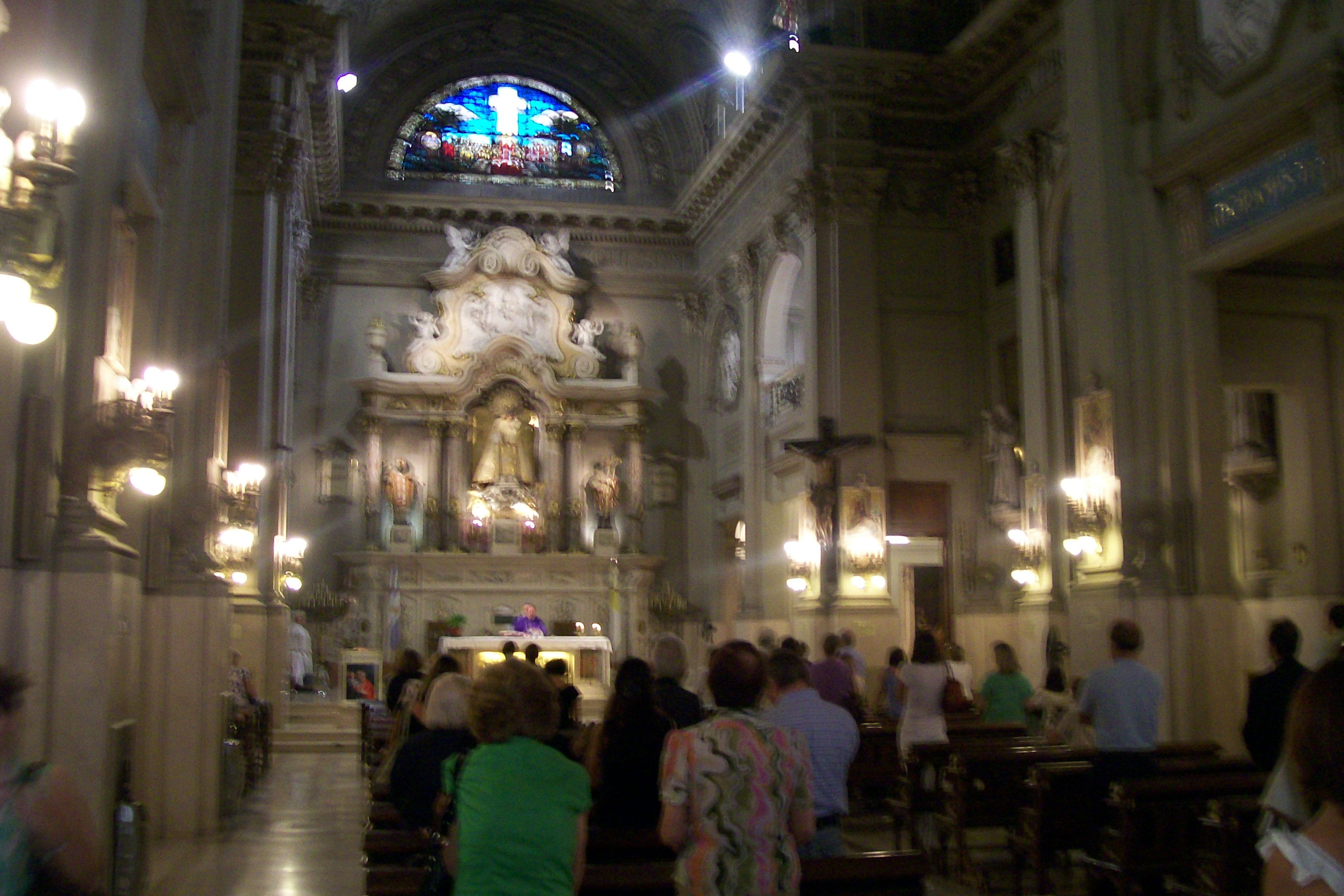
Interior de la basílica.
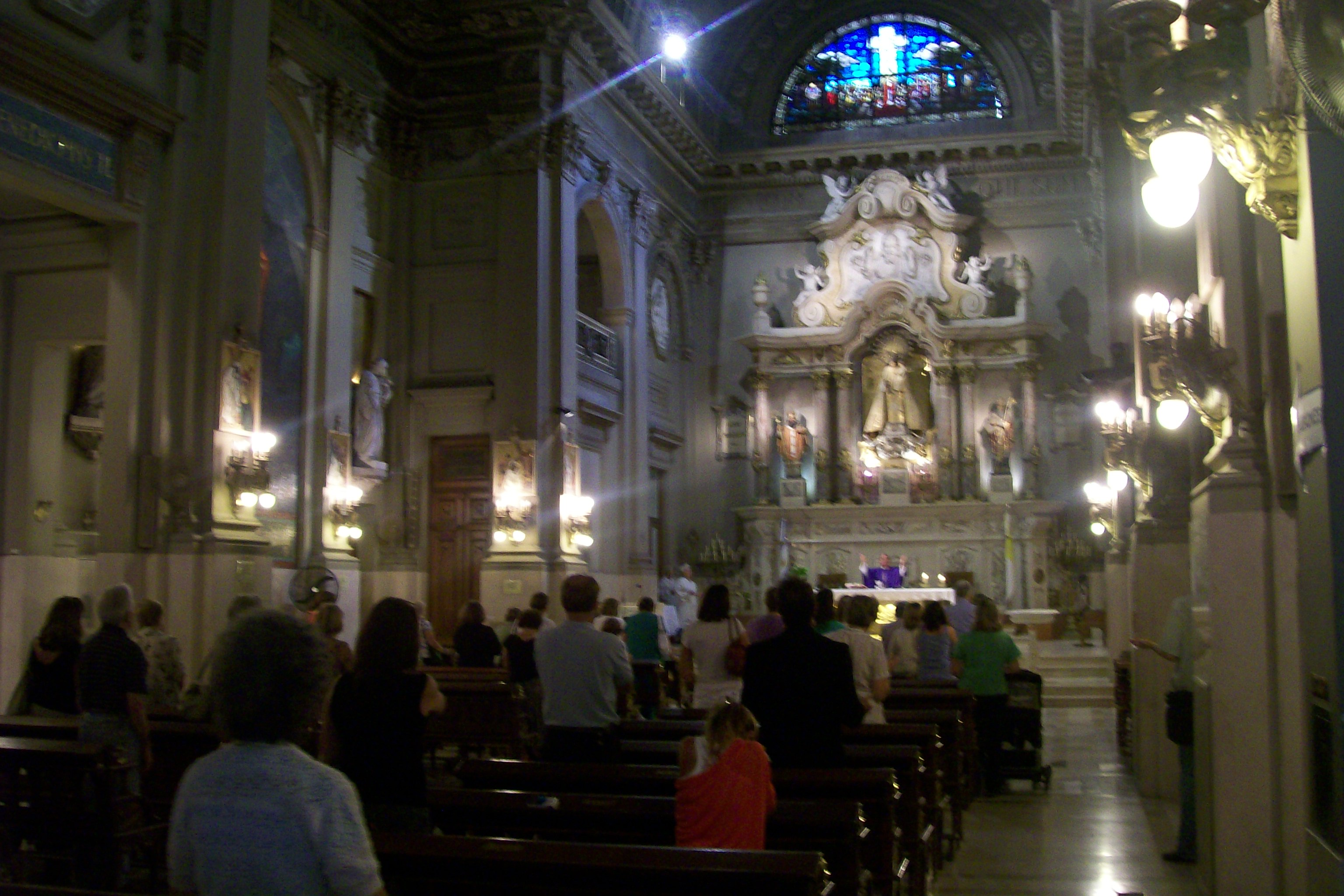
Interior de la basílica.
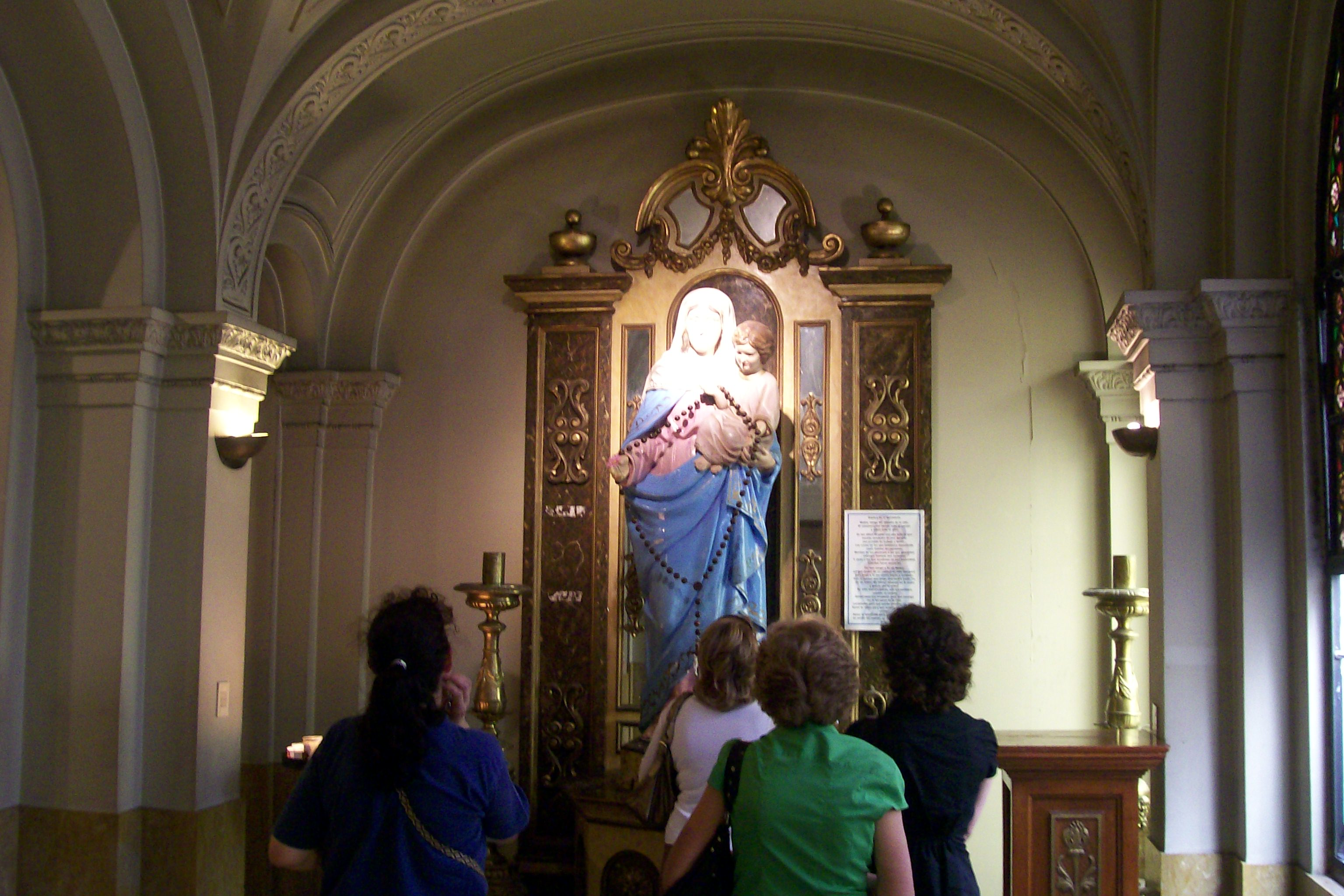
Altar lateral.
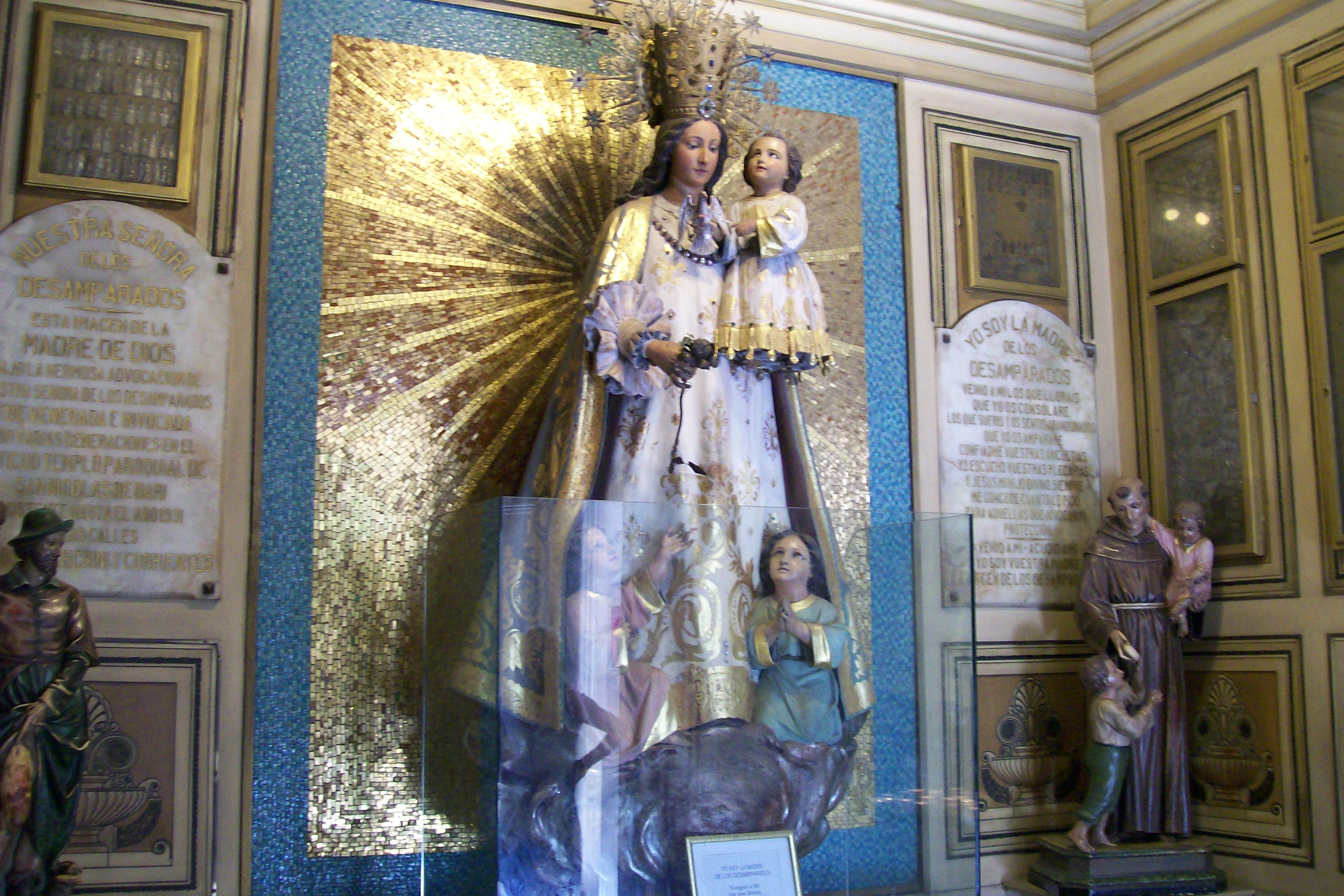
Camarín de la Virgen Nuestra Señora de los Desamparados.
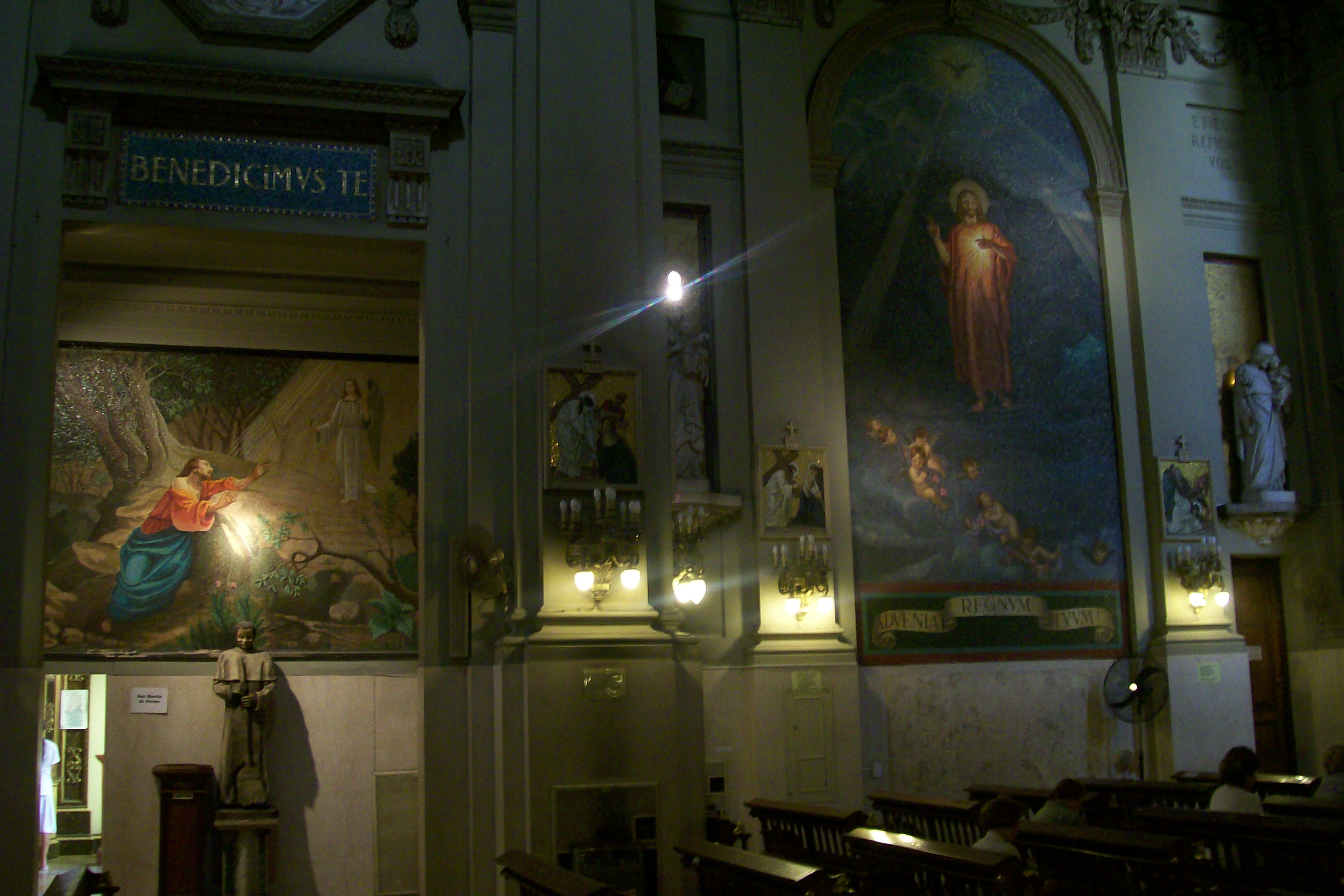
Detalle de los cuadros en el interior de la iglesia.
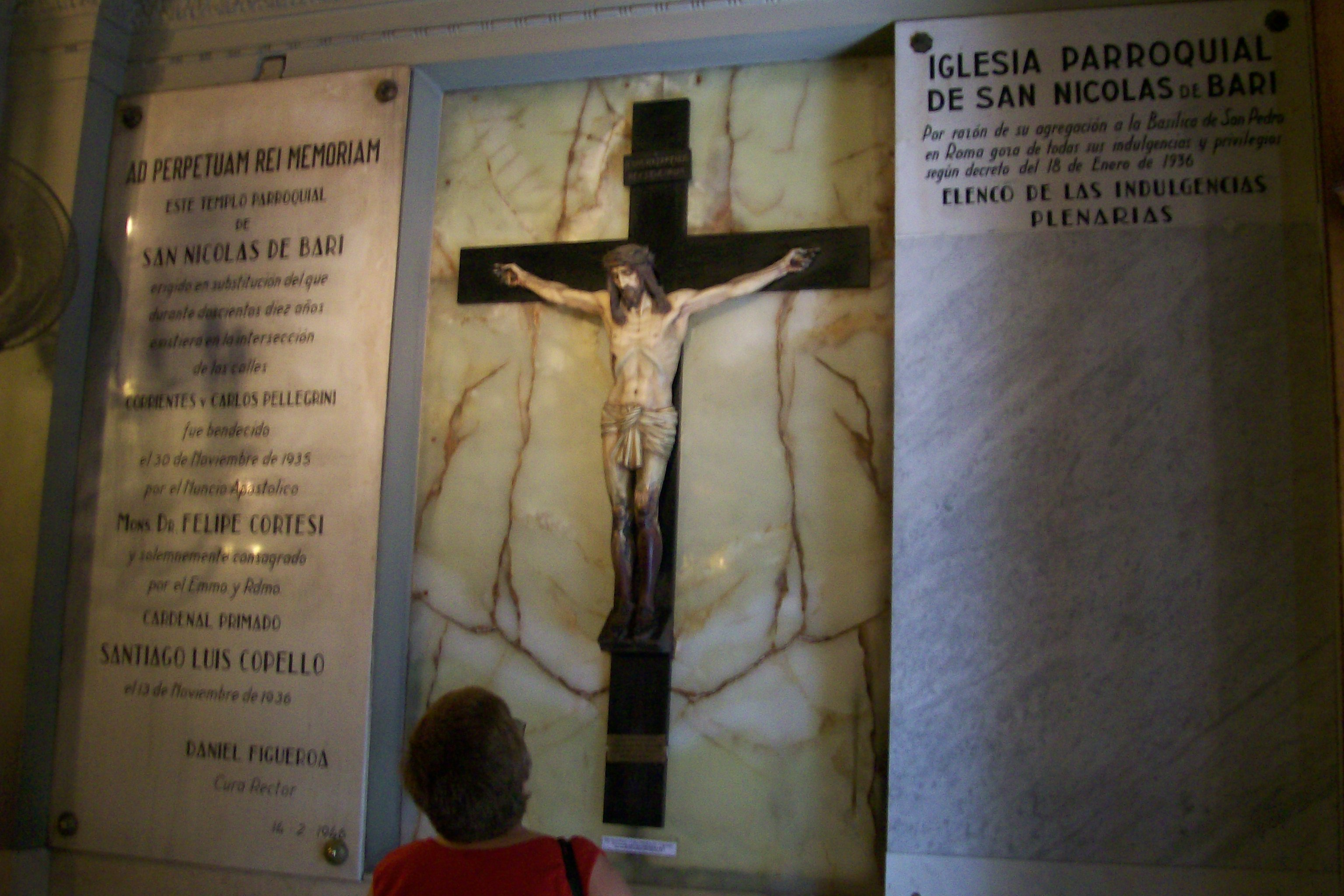
Dos placas conmemorativas y la cruz al centro.
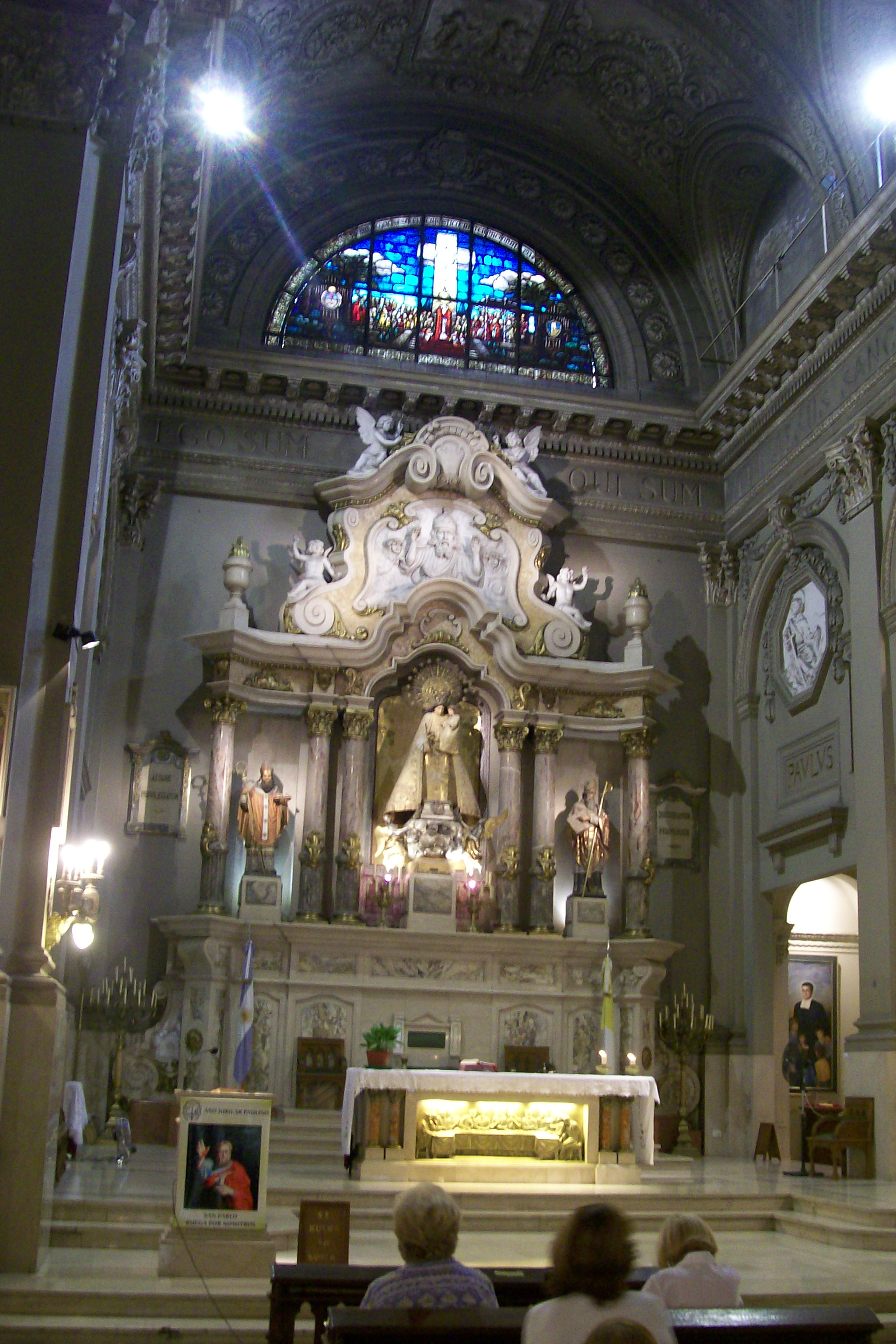
Retablo.
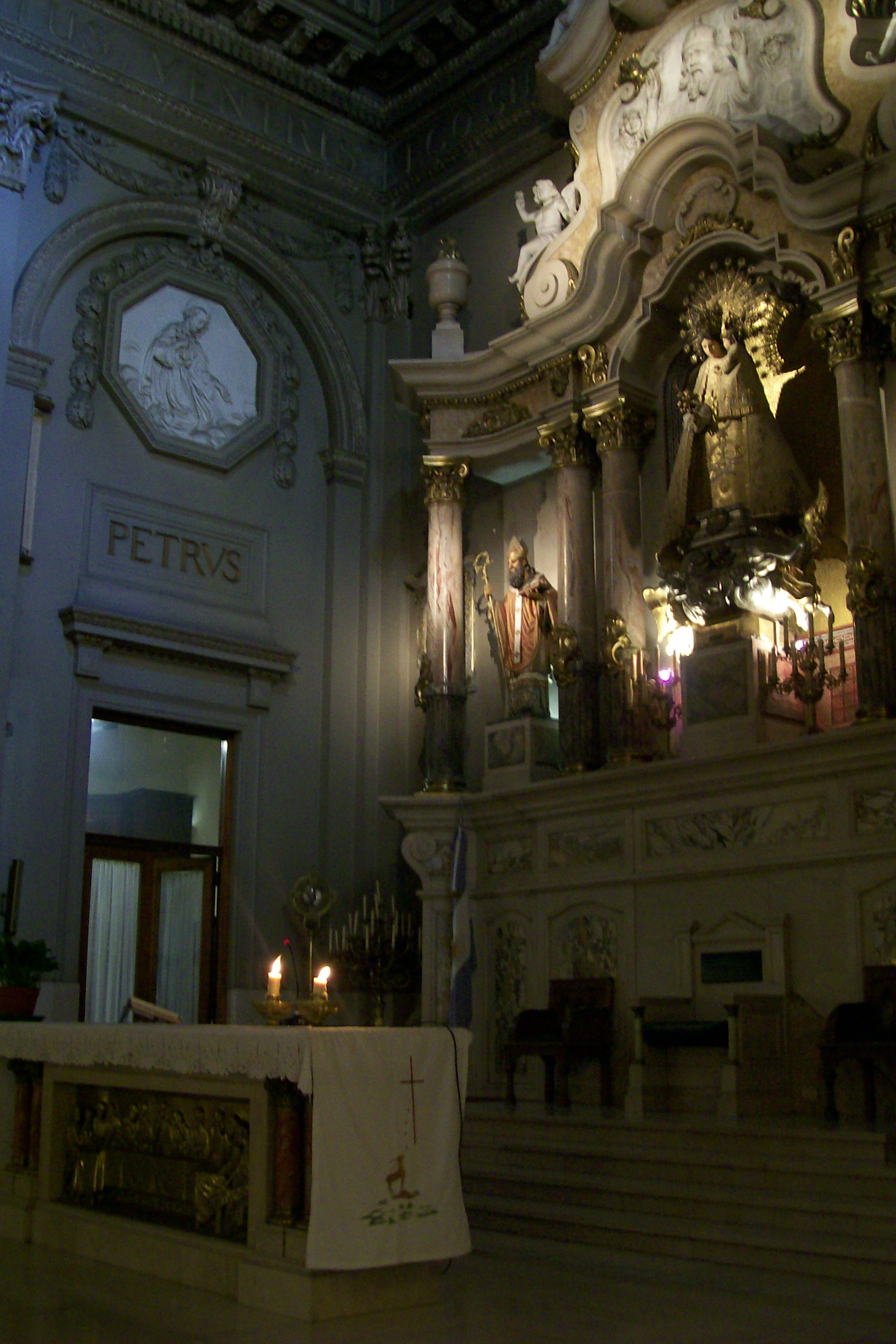
Retablo y púlpito.
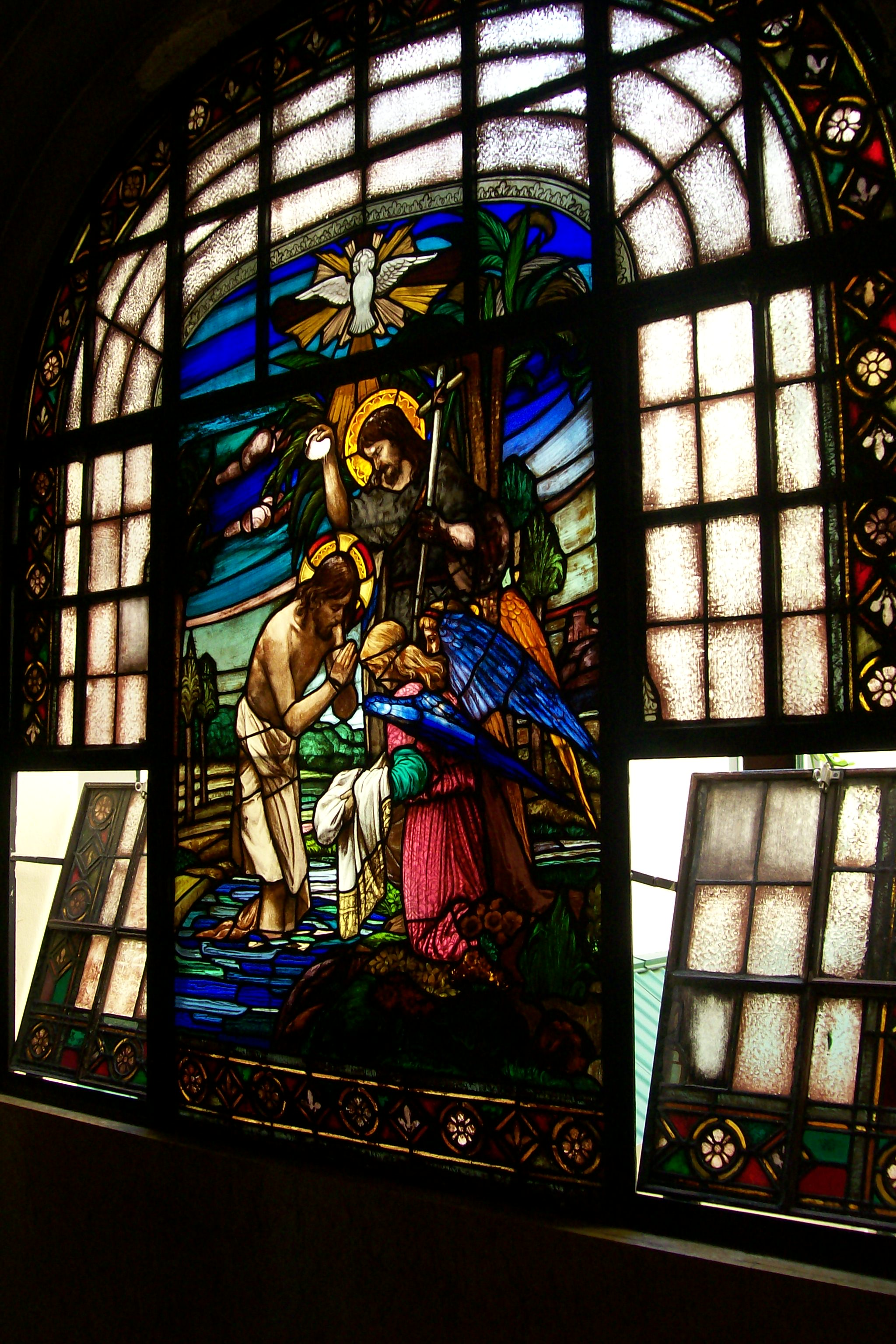
Vitral.
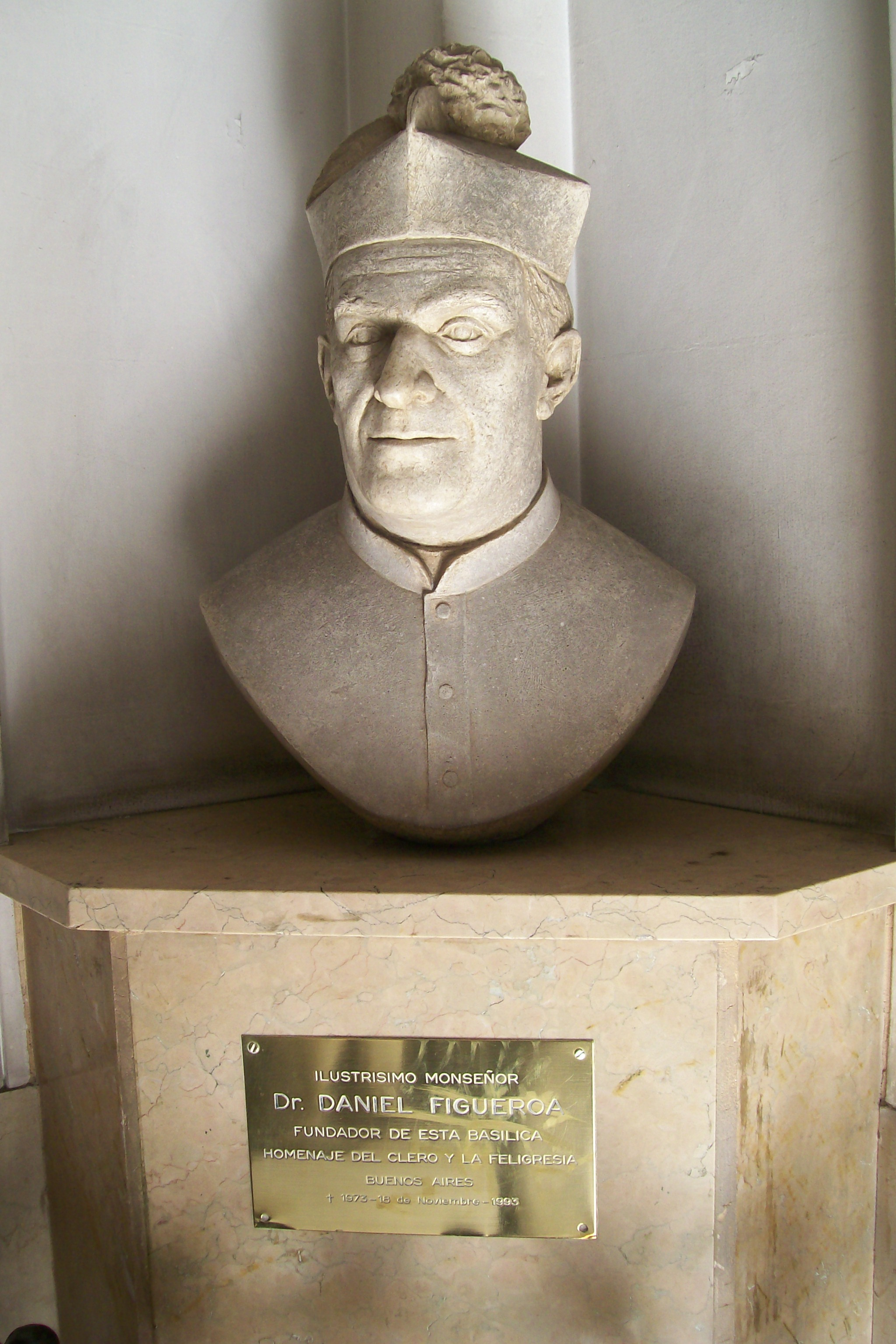
Monseñor Daniel Figueroa, fundador de la basílica.
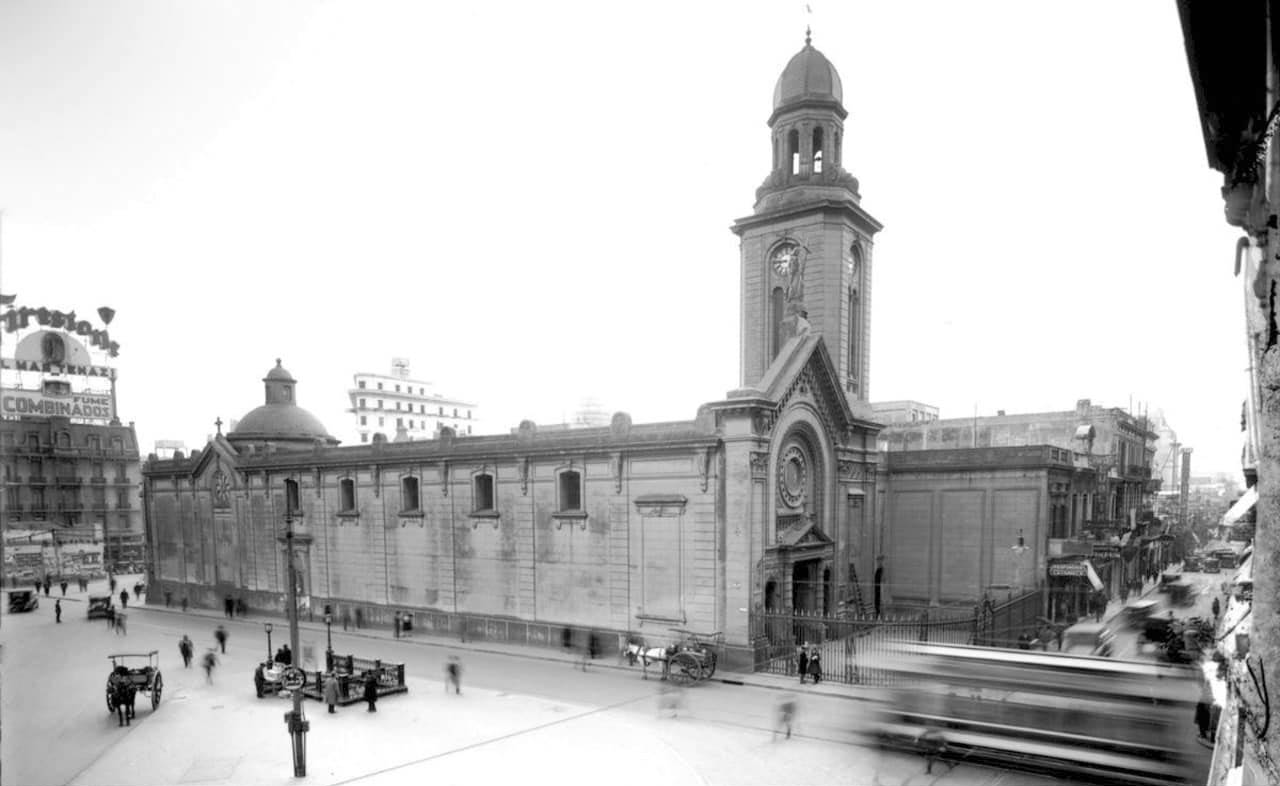
La antigua Iglesia de San Nicolás de Bari en el año 1905.